# Beyşehir
Beyşehir (en turc : Ville du bey) est un chef-lieu de district dans la province de Konya en Turquie. 

## Géographie
La ville est au sud-est d'un des plus grands lacs endoréiques de Turquie auquel elle donne son nom : le lac de Beyşehir. La ville est à une altitude de 1 144 m. Le district a une superficie d'environ 2 116 km2.
Le district comptait 82 712 habitants en 2007, soit une densité d'environ 39 hab./km2. Après s'être développé entre 1990 et 2000, la région se dépeuple fortement depuis :
| Année | District | Ville  |
| ----- | -------- | ------ |
| 1990  | 93 740   | 30 412 |
| 2000  | 118 144  | 41 312 |
| 2007  | 72 712   | 32 799 |
| 2009  | 70 317   | 32 525 |
| 2010  | 70 569   | 33 895 |

## Histoire
Au lieu appelé Eflatunpınar (en turc : source (couleur) lilas) à environ 18 km au nord de Beyşehir, un peu en retrait du lac près du village de Sadikhaci on a trouvé des monuments hittites qui attestent de l'occupation humaine ancienne de la région. Plus proche du lac et à seulement 10 km au nord de Beyşehir, sur le site du tell d'Erbaba (en turc : Erbaba höyük, tumulus du père soldat) ont été découvertes des traces datant du néolithique. 
Un autre site hittite se trouve à Fassilar à environ 15 km à l'est de Beyşehiri Ce site consiste en des bas-reliefs taillés dans la falaise. 
Dans l'antiquité, la région de Beyşehir faisait partie de la Pisidie. L'emplacement de la ville de Beyşehir est celui de la ville de Karallia. Le géographe grec Strabon place la ville à la limite de la Pisidie et de l'Isaurie, il parle de deux lacs appelés Caralis (en grec : Κάραλις) et le Trogitis (en grec : Τρωγῖτις) que l'on identifie respectivement comme le lac de Beyşehir et le lac Suğla (Suğla Gölü).
Des études palynologiques menées sur les vases du lac de Beyşehir sont à l'origine de la définition d'une phase d'occupation humaine appelée la « période d'occupation de Beyşehir » qui commence avec l'âge du bronze tardif et s'est terminée entre le VIe et IXe siècles. Le climat y était plus humide et la région était boisée, puis le climat est devenu plus aride et sec. À la fin de la période byzantine et au début des incursions arabes la région est très appauvrie à cause de ce changement climatique.
Sous l'Empire romain puis l'Empire byzantin, le site est connu sous le nom de Misthia. 
Au XIIIe siècle, la région est tellement pauvre que les Seldjoukides appellent la ville Viranşehir (en turc : ville en ruine). Les sultans seldjoukides de Roum installent leur capitale à Konya, mais installent leur résidence d'été, le palais Kubad-Abad, sur la rive occidentale du lac près de Gölyaka. Il a été construit par le sultan seldjoukide Alaeddin Keykubad Ier en 1236. Les ruines possédaient de remarquables décorations en faïences et en stucs, elles sont maintenant au musée de la faïence (Çini Eserler Müzesi) dans la medrese de Karatay (Karatay Medresesi) à Konya. En face sur l'une des îles du lac se trouve le château de Kız Kalesi (en turc : château de la (jeune) fille).  
La ville de Beyşehir est fondée sous ce nom pendant le règne du sultan seldjoukide de Roum Alaeddin Keykubad Ier. La ville est ensuite confiée à la famille d’Eşref, un émir turkmène chargé de la défense des frontières occidentales du sultanat. La famille prend son indépendance au tout début de la période dite époque des beylicats. Eşref  est l’éponyme de la courte dynastie qui va régner sur Beyşehir, mais c’est son fils  Seyfeddin Süleyman qui est le premier à se déclarer indépendant. Seyfeddin Süleyman change le nom de Beyşehir, pour  Süleymanşehir.
Vers 1326, Timurtaş fils cadet de Chupan au service de l'Il-Khan Abu Saïd Bahadur, est nommé gouverneur de l’Anatolie et entreprend de remettre de l’ordre dans la région. Timurtaş marche sur Beyşehir  et tue Süleyman II en le jetant dans le lac de Beyşehir. Le territoire est divisé entre les Karamanides et les Hamidides. Beyşehir est d'abord prise par les Hamidides. Le bey hamidide Kemaleddin Hüseyin vend la plus grande partie de ses domaines au sultan ottoman Murad Ier. Le beylicat est complètement annexé au sultanat ottoman en 1391. Les villes de l'est de la province, c'est-à-dire Beyşehir, Seydişehir et Akşehir sont occupées par les Karamanides et vont être l'enjeu de nombreux affrontements entre les Karamanides et les Ottomans. Pendant la période ottomane, la ville perd de son importance.

## Monuments et sites
Mosquée Eşrefoğlu

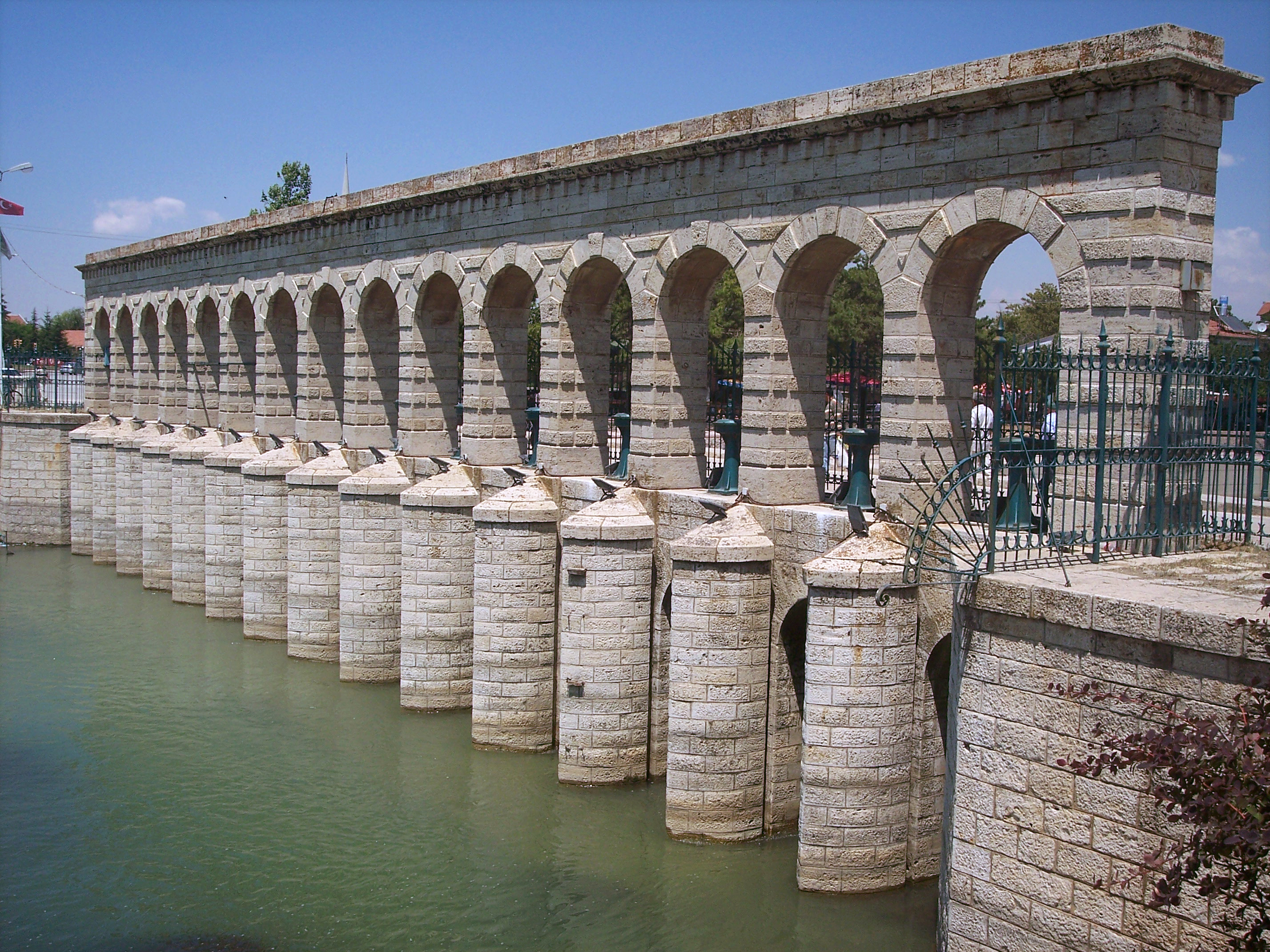
Taş Köprü.

La mosquée Eşrefoğlu (Eşrefoğlu Camii) construite en (1298) a des colonnes en bois de cèdre et un décor de faïences et de mosaïques. Elle a été reconstruite sur les bases d'une mosquée construite en 1134 par le sultan seldjoukide Sanjar (en turc : Sancar) .
Le mausolée des Eşrefoğlu
La medrese Ismaïl Aka
Le pont de pierre
Le pont de pierre (Taş Köprü) est en fait un barrage de régulation du niveau du lac relié aux canaux de drainage de la plaine environnante.

### Aux environs
Le monument de Fasıllar
Palais de Kubadabad
La fontaine d'Eflatun
Le caravansérail de Kizilören

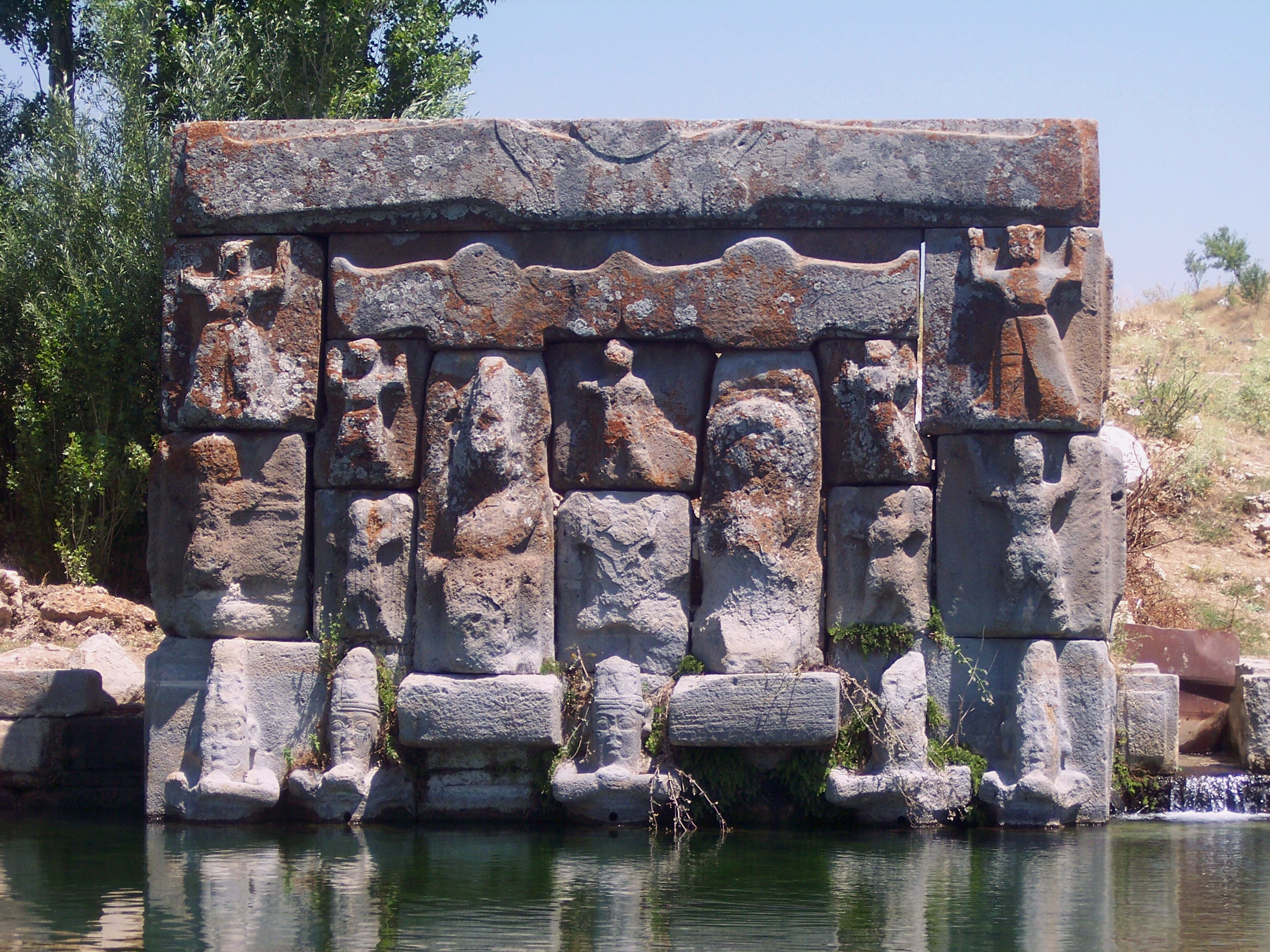
Eflatunpinar

Le caravansérail Kizilören (Kizilören han) a été construit par Kay Khusraw Ier en 1205/1206 qui a été complètement restauré en 2008. Il est au bord de la route de Beyşehir à Konya (D330) à environ 50 km de Beyşehir.
Le caravansérail de Kuruçesme
Le caravansérail de Kuruçeşme (Kuruçeşme han) est un caravansérail en ruine construit par Kay Khusraw Ier entre 1207 et 1210. Il est en ruine et situé à 10 km plus loin que le caravansérail de Kizilören. Le village de Kizilören est à mi-chemin de ces deux caravansérails.
Le parc national du Kızıldağ
Le parc national du Kızıldağ (Kızıldağ Milli Parkı), Kızıldağ signifie mont rouge, englobe toute la rive occidentale du lac et la zone entre la ville de Şarkikaraağaç et le lac au nord de celui-ci. Le Kızıldağ (mont rouge) est au nord du lac et culmine à 1 908 m.